# Rade Šerbedžija
Rade Šerbedžija (in italiano spesso traslitterato Rade Sherbedgia; Bunić, 27 luglio 1946) è un attore, poeta e musicista croato.

## Biografia
Nasce da una famiglia di origine serba a Bunić, un piccolo villaggio della Croazia. Cresciuto a Vinkovci, comincia a recitare giovanissimo nel teatro amatoriale cittadino. Nel settembre del 1965 si trasferisce a Zagabria, dove studia presso l'Accademia d'Arte drammatica, cominciando parallelamente a recitare come protagonista in rappresentazioni teatrali e cinematografiche. Ottiene poi una cattedra di professore di recitazione all'Accademia delle Arti di Novi Sad, in Serbia. Quando scoppia il conflitto nei Balcani è costretto, per le sue posizioni antibelliche, all'esilio forzato prima a Belgrado e in seguito a Lubiana. Successivamente decide di abbandonare il suo Paese e si trasferisce a Londra.
Il suo debutto cinematografico avviene nel 1967, ancora studente dell'Accademia d'Arte Drammatica, con il film di Krsto Papić, Illusion. Il successo internazionale giunge poi con l'assegnazione, nel 1994, del Leone d'oro al Festival di Venezia, al film Prima della pioggia, di cui è protagonista. Il film di Milčo Mančevski, anche grazie alla nomination all'Oscar come miglior film straniero, gli apre le porte di Hollywood. Decide quindi di trasferirsi a Los Angeles, ottenendo ruoli in film come Il Santo, Amori & segreti e Il grande Joe. Con il passare degli anni riesce a costruirsi una solida carriera internazionale, tanto che nel 1999 recita nell'ultimo film di Stanley Kubrick, Eyes Wide Shut. Due anni prima è Il Greco ne La tregua di Francesco Rosi da Primo Levi
Nel 2001 fonda, insieme allo scrittore e giornalista Borislav Vujičić, il Teatro Ulisse, che mette in scena ogni estate un ricco programma di spettacoli nelle isole Brioni, un tempo residenza estiva di Tito. In rassegna soprattutto classici da Shakespeare e Krleža, in cui Šerbedžija interpreta i suoi ruoli migliori. Successivamente recita in ruoli di supporto in film di maggior successo come Stigmate, Mission: Impossible 2, Space Cowboys e Snatch - Lo strappo. Nel 2004 appare in un cameo nel film Batman Begins, mentre nel 2005 interpreta il Dr. Aleksander Cirko in alcuni episodi della serie tv Surface - Mistero dagli abissi. Nel 2007 partecipa alla serie tv 24 nel ruolo di Dmitri Gredenko e nel film italiano Hermano di Giovanni Robbiano; lo stesso anno è anche il protagonista del thriller Say It in Russian accanto a Faye Dunaway. Lo stesso anno vince il premio Marco Aurelio come miglior attore alla Festival Internazionale del Film di Roma per la sua interpretazione nel film Fugitive Pieces. Nel 2008 recita nel film horror The Eye e nel film di Mimi Leder The Code.
Nel 2010 istituisce un'accademia nella città di Fiume in lingua croata e inglese. Recita a Budapest nel primo film diretto da Angelina Jolie, Nella terra del sangue e del miele uscito nel 2011, che racconta la storia d'amore tra una donna e un uomo di diversa nazionalità durante il conflitto nella ex-Jugoslavia. Nello stesso anno, di rilievo è anche il suo ruolo di protagonista in Io sono Li, l'opera prima del regista veneto Andrea Segre. Nel 2017 affianca Giuseppe Battiston nel film Finché c'è prosecco c'è speranza.

### Musica e poesia
Già in patria si appassiona alla musica incidendo vari album, uno dei quali in collaborazione con Miroslav Tadić. Per Ponekad dolazim ponekad odlazim ("A volte arrivo e a volte parto"), pubblicato nel 2010, ha intrapreso un tour in tutta l'ex-Jugoslavia.
È anche scrittore e poeta. In Italia è stata pubblicata la sua raccolta di poesie L'amico dice di non conoscerlo più (Amos, 2004), mentre nell'ottobre del 2010 è uscito, presso Zandonai Editore, Fino all'ultimo respiro, in cui ripercorre tutta la sua vita, raccontandoci la sua vicenda artistica e umana.

### Vita privata
Fino al 1987 è stato sposato con Ivanka Cerovac con cui ha avuto due figli: Danilo e Lucija; dal 1991 è sposato con Lenka Udovički, da cui ha avuto tre figlie: Nina, Mimi e Vanja.

## Filmografia parziale

### Cinema
- Gott mit uns (Dio è con noi), regia di Giuliano Montaldo (1970)
- Bravo maestro, regia di Rajko Grlić (1978)
- E... la vita è bella (Zivot je lep), regia di Boro Drasković (1985)
- La guerra di Hanna (Hanna's War), regia di Menahem Golan (1988)
- Manifesto, regia di Dušan Makavejev (1988)
- Prima della pioggia (Before the Rain), regia di Milčo Mančevski (1994)
- Morti oscure (Two Deaths), regia di Nicolas Roeg (1995)
- La tregua, regia di Francesco Rosi (1997)
- Il Santo (The Saint), regia di Phillip Noyce (1997)
- Amori & segreti (Polish Wedding), regia di Theresa Connelly (1998)
- Un amore a Praga (Prague Duet), regia di Roger L. Simon (1998)
- Il grande Joe (Mighty Joe Young), regia di Ron Underwood (1998)
- Mare largo, regia di Ferdinando Vicentini Orgnani (1998)
- Eyes Wide Shut, regia di Stanley Kubrick (1999)
- Il dolce rumore della vita, regia di Giuseppe Bertolucci (1999)
- Stigmate (Stigmata), regia di Rupert Wainwright (1999)
- Mission: Impossible 2, regia di John Woo (2000)
- Space Cowboys, regia di Clint Eastwood (2000)
- Snatch - Lo strappo (Snatch), regia di Guy Ritchie (2000)
- Ilaria Alpi - Il più crudele dei giorni, regia di Ferdinando Vicentini Orgnani (2002)
- The Quiet American, regia di Phillip Noyce (2002)
- Quicksand - Accusato di omicidio (Quicksand), regia di John Mackenzie (2003)
- EuroTrip, regia di Jeff Schaffer (2004)
- The Fever, regia di Carlo Gabriel Nero (2004)
- Batman Begins, regia di Christopher Nolan (2005) – cameo
- The Fog - Nebbia assassina (The Fog), regia di Rupert Wainwright (2005)
- Say It in Russian, regia di Jeff Celentano (2007)
- Hermano, regia di Giovanni Robbiano (2007)
- Shooter, regia di Antoine Fuqua (2007)
- Fugitive Pieces, regia di Jeremy Podeswa (2007)
- Battle in Seattle - Nessuno li può fermare (Battle in Seattle), regia di Stuart Townsend (2007)
- The Eye, regia di David Moreau e Xavier Palud (2008)
- Quarantena (Quarantine), regia di John Erick Dowdle (2008)
- The Code (Thick as Thieves), regia di Mimi Leder (2009)
- Middle Men, regia di George Gallo (2009)
- Harry Potter e i Doni della Morte - Parte 1 (Harry Potter and the Deathly Hallows: Part 1), regia di David Yates (2010)
- Tatanka, regia di Giuseppe Gagliardi (2011)
- X-Men - L'inizio (X-Men: First Class), regia di Matthew Vaughn (2011)
- Linea nemica - 5 Days of War (5 Days of War), regia di Renny Harlin (2011)
- Io sono Li, regia di Andrea Segre (2011)
- Nella terra del sangue e del miele (In the Land of Blood and Honey), regia di Angelina Jolie (2011)
- Il quarto stato (Die vierte Macht), regia di Dennis Gansel (2012)
- Taken - La vendetta (Taken 2), regia di Olivier Megaton (2012)
- Il sosia - The Double (The Double), regia di Richard Ayoade (2013)
- Hercules - La leggenda ha inizio (The Legend of Hercules), regia di Renny Harlin (2014)
- Tekken 2: Kazuya's Revenge, regia di Wit Kaosainan (2014)
- The Promise, regia di Terry George (2016)
- Finché c'è prosecco c'è speranza, regia di Antonio Padovan (2017)
- Proud Mary, regia di Babak Najafi (2018)

### Televisione
- South Pacific, regia di Richard Pearce – film TV (2001)
- 24 – serie TV, 8 episodi (2007)
- Red Widow – serie TV, 8 episodi (2013)
- Downton Abbey – serie TV, stagione 5 (2014)
- Strange Angel – serie TV, 12 episodi (2018-2019)
- CSI: Miami – serie TV, stagione 7 (2008-2009)
- Slow Horses – serie TV, 4 episodi (2022)

## Libri
- L'amico dice di non conoscerlo più, Amos, Venezia 2004
- Fino all'ultimo respiro, Zandonai, Rovereto 2010

## Doppiatori italiani
Nelle versioni in italiano delle opere in cui ha recitato, Rade Šerbedžija è stato doppiato da:
- Oreste Rizzini in Il Santo, Il grande Joe, The Eye
- Giorgio Lopez in Mission: Impossible 2, Battle in Seattle - Nessuno li può fermare
- Ugo Pagliai in Prima della pioggia
- Alessandro Rossi in Amori & segreti
- Elio Zamuto in Stigmate
- Norman Mozzato in Snatch - Lo strappo
- Franco Zucca in 24
- Paolo Buglioni in CSI: Miami
- Massimo Lodolo in Quicksand - Accusato di omicidio
- Ambrogio Colombo in EuroTrip
- Diego Reggente in Batman Begins
- Romano Malaspina in Surface - Mistero dagli abissi
- Stefano De Sando in Shooter
- Renato Mori in Quarantena
- Antonio Palumbo in The Code
- Sergio Di Giulio in Harry Potter e i Doni della Morte - Parte 1
- Saverio Moriones in X-Men - L'inizio
- Nino Prester in Linea nemica - 5 Days of War
- Carlo Valli in Taken - La vendetta
- Ennio Coltorti in Red Widow
- Rodolfo Bianchi in Hercules - La leggenda ha inizio
- Toni Orlandi in The Promise
- Giancarlo Previati in Finché c'è prosecco c'è speranza
- Eugenio Marinelli in Proud Mary
- Giovanni Caravaglio in The Old Man

Per Eyes Wide Shut, venne chiamato a doppiare se stesso in italiano.